# Contea di Xiao
La contea di Xiao (萧县S, Xiāo XiànP) è una contea della Cina, situata nella provincia dell'Anhui.